# Ellen Day Hale

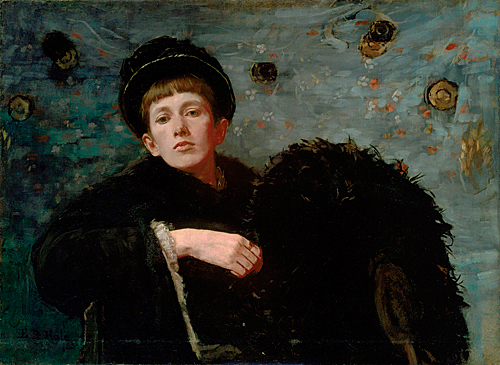
Zelfportret, 1885, Museum of Fine Arts, Boston

Ellen Day Hale (Worcester, 11 februari 1855 - Brookline, 11 februari 1940) was een Amerikaans kunstschilder. Haar stijl werd beïnvloed door impressionisme, waarbij ze wel vasthield aan een verfijnde techniek.

## Leven en werk
Hale studeerde aan de Pennsylvania Academy of the Fine Arts en van 1882 tot 1885 aan de Académie Julian en de Académie Colarossi in Parijs. In 1885 keerde ze definitief terug naar de Verenigde Staten, waar ze zich vestigde in Massachusetts.
Hale schilderde vooral portretten in een door het impressionisme beïnvloedde stijl. Ze hield echter wel vast aan een verfijnde techniek, die ze ontleende aan haar grote voorbeeld Édouard Manet. Ze exposeerde in de Parijse salon en in Londen bij de Royal Academy of Arts.
Hale wordt, samen met onder andere Mary Cassatt, Elizabeth Nourse en Cecilia Beaux, gerekend tot een eerste groep geëmancipeerde, vrouwelijke kunstenaars, ook wel "New women" genaamd. Ze bleven ongehuwd, vertrokken naar Europa om er te studeren en bepaalden hun eigen levensweg, wat in die tijd voor een vrouw nog geenszins een vanzelfsprekendheid was. Dit nieuwe zelfbewustzijn spreekt in het bijzonder uit Hale's zelfportretten.
Hale schreef ook een kunsthistorisch boek: History of Art: A Study of the Lives of Leonardo, Michelangelo, Raphael, Titian, and Albrecht Dürer (1888). Haar portretten zijn onder andere te zien in de National Museum of Women in the Arts en het Museum of Fine Arts te Boston.

## Galerij

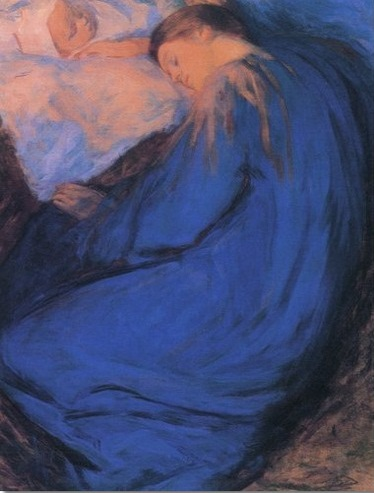
Tranquillity, ca. 1900
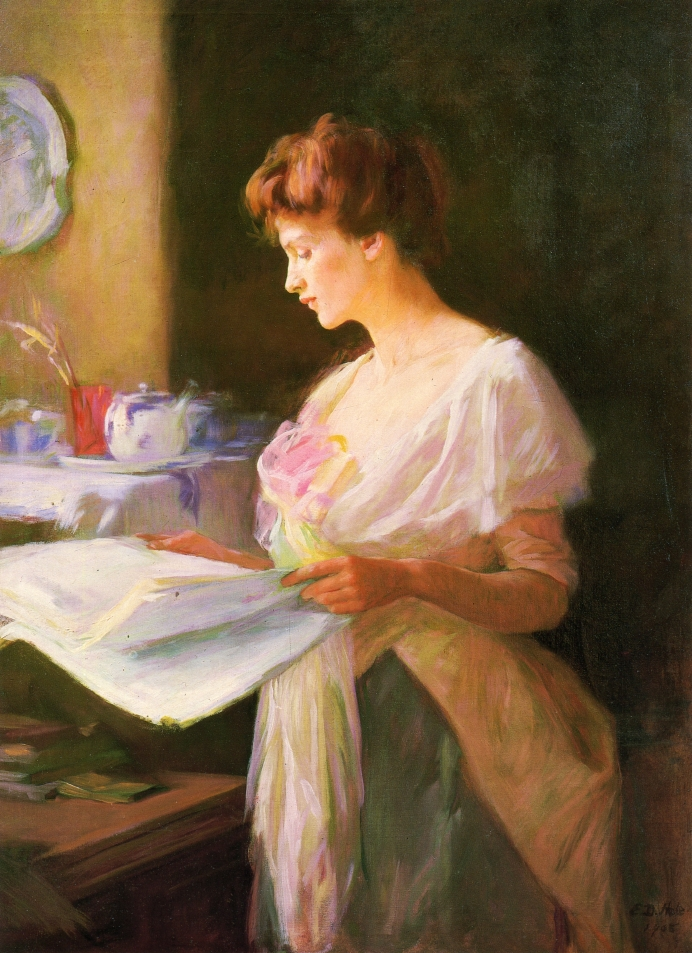
Morning news, 1905
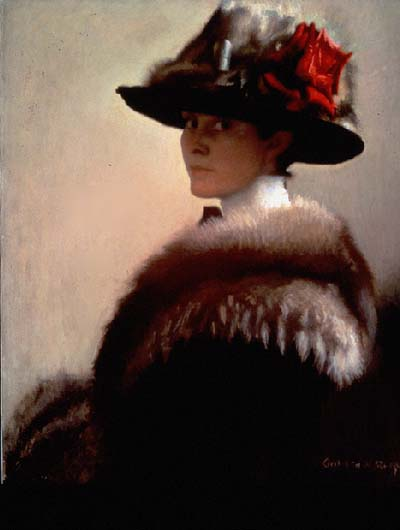
Woman in a fur hat, ca. 1915, door Gretchen Woodman Rogers